# حط الطير طار الطير (مسرحية)
مسرحية حط الطير طار الطير منعت من العرض ووقفتها الرقابة لعدة سنوات، كان الجزء الأول عام 1960م أما الجزء الثاني كان عام 1966م.
ألف هذه المسرحية عبد الأمير تركي وأخرجها حسين الصالح وقد ظلت تمثل على مسرح كيفان 16 ليلة ابتداء من 15/3/1971م وهي من المسرحيات التي تنهض على فكرة وموقف.

## فكرة المسرحية
تدور أحداث المسرحية حول أبوين من طبقات مختلفة، (بو فريالة|سعد الفرج) مع ابنيه (علي البريكي) و (فريالة|مريم الصالح) من الطبقة الغنية و(بو هيلان|عبد الحسين عبد الرضا) مع ولده (هيلان|جوهر سالم) من الطبقة الفقيرة وهم جيران في السكن وهم أخوين.

## الممثلين
- عبد الحسين عبد الرضا بدور بو هيلان
- سعد الفرج بدور بو فرياله
- مريم الصالح
- علي البريكي
- محمد جابر
- عائشة إبراهيم
- فؤاد الشطي
- حمد الراشد
- أمية المصري
- جوهر سالم

## طاقم العمل
- الاخراج المسرحي | حسين الصالح
- الاخراج التلفزيوني | محمد شرابي
- المخرج المساعد | جعفر المؤمن

## وصلات خارجية
إعلان المسرحية على يوتيوب